# Idialcis mexicuba
Idialcis mexicuba är en fjärilsart som beskrevs av W. Warren 1906. Idialcis mexicuba ingår i släktet Idialcis och familjen mätare. Inga underarter finns listade i Catalogue of Life.